# گیلگو (نیویورک)
گیلگو (به انگلیسی: Gilgo) یک منطقهٔ مسکونی در ایالات متحده آمریکا است که در شهرستان سافک، نیویورک واقع شده‌است. گیلگو ۳۰٫۳ کیلومتر مربع مساحت و ۱۳۱ نفر جمعیت دارد و ۳٫۰۵ متر بالاتر از سطح دریا واقع شده‌است.